# プルナシン
プルナシン(Prunasin)は、アミグダリンと関連する青酸配糖体である。

## 天然の生産
プルナシンは、ニワウメ(Prunus japonica)やミヤマザクラ(Prunus maximowiczii)等のサクラ属や苦いアーモンドに見られる。また、Olinia ventosa、O. radiata、O. emarginata、O. rochetianaやSenegalia greggiiの葉や茎でも見られる。たんぽぽコーヒーにも含まれる。

## 代謝
プルナシン β-グルコシダーゼは、(R)-プルナシンと水からD-グルコースとマンデロニトリルを生成する酵素である。
アミグダリン β-グルコシダーゼは、(R)-アミグダリンと自らD-プルナシンとD-グルコースを生成する酵素である。